# Guillaume Coustou
Guillaume Coustou (Lió, 29 de novembre de 1677 - París, 22 de febrer de 1746) fou un escultor francès. Era germà de Nicolas Coustou, pare de Guillaume Coustou (fill) i nebot de Antoine Coysevox, tots tres, escultors de renom.

## Biografia
Guillaume va seguir els passos del seu germà gran Nicolas; acollit a París per aquest últim, va seguir un ensenyament artístic i va obtenir el premi Colbert, la qual cosa li va permetre completar la seva formació a l'Acadèmia de França a Roma. No obstant això, era poc inclinat a la disciplina i va deixar la Vil·la Mèdici poc després, per portar una vida de bohèmia a Roma.
El 1704, de retorn a París, va ser admès a l'Acadèmia Reial de Pintura i Escultura, i com el seu germà, més tard en va esdevenir el director. Va treballar llavors en els encàrrecs oficials de les grans obres de Lluís XIV de França.
El seu estil, grandiós i decoratiu, deu molt a la influència de Gian Lorenzo Bernini a la cort francesa, encara que Coustou va saber afegir un segell personal a les seves obres, fins al punt de ser un precursor de certs trets propis del Romanticisme.

## Algunes obres
- Els Cavalls de Marly constitueixen la seva obra més coneguda. Són dos grups idèntics realitzats en marbre entre 1743 i 1745, originalment destinats al parc del Palau de Marly. Actualment es conserven en el Museu del Louvre.
- L'Oceà i el Mediterrani, grup en bronze al parc de Marly.
- Nicolas Coustou (1658-1733), terracota.
- Apol·lo perseguint a Dafne, marbre.

## Galeria

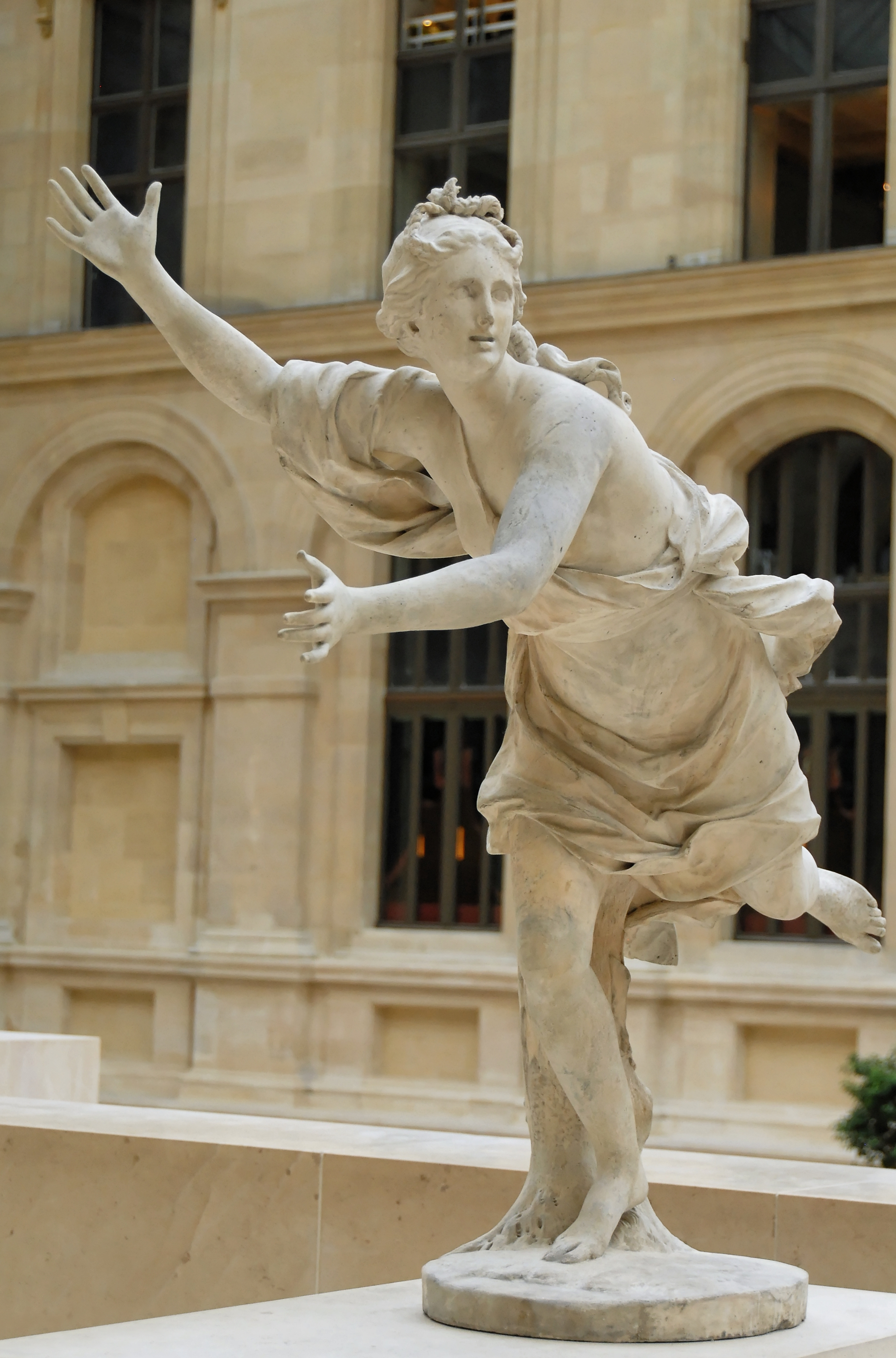
Daphne, Marbre, 1713-1714, Museu del Louvre.
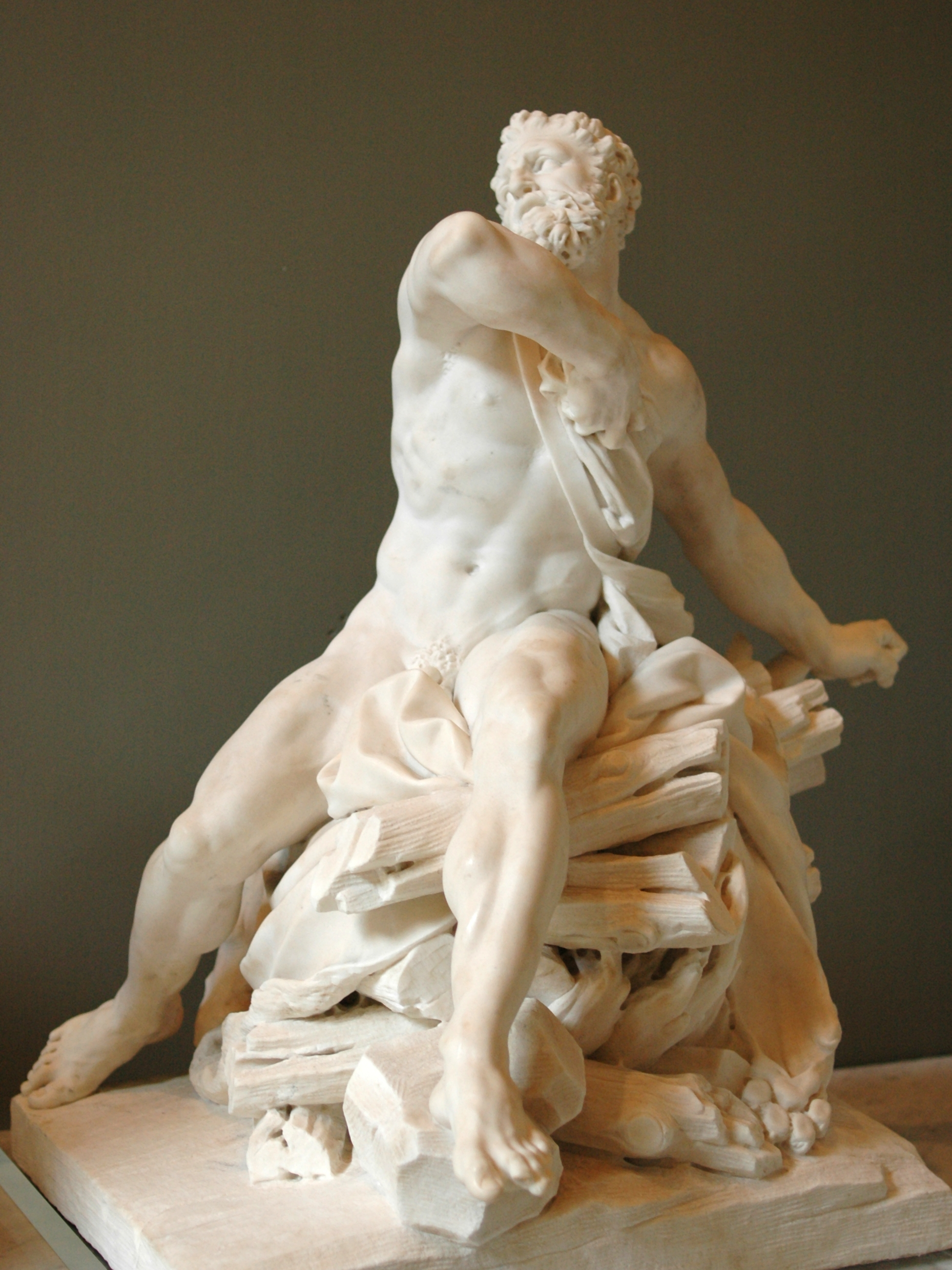
Hércules, Marbre, 1704, Museu del Louvre.
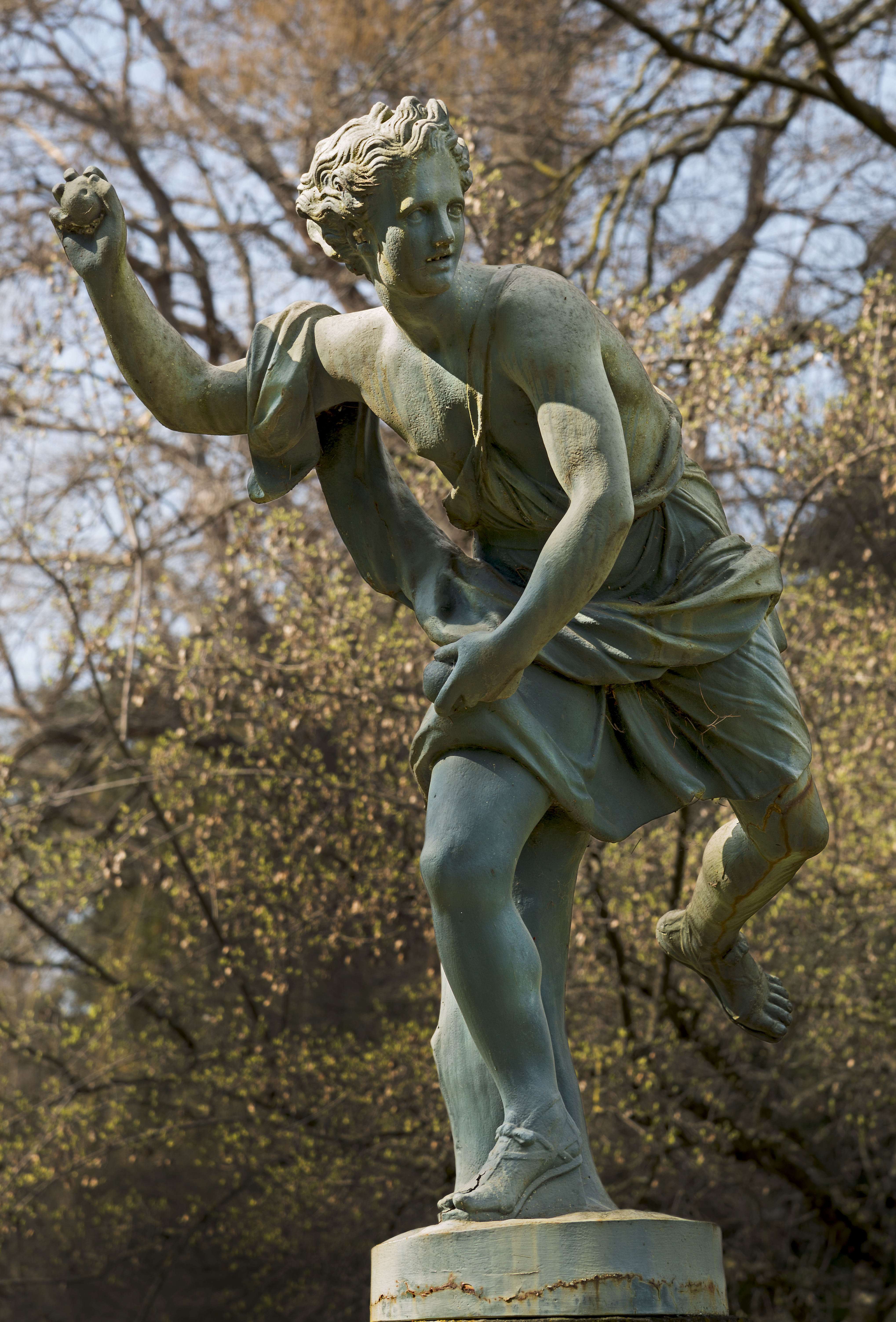
Hippomenes, bronze, Jardí de les Plantes, Tolosa
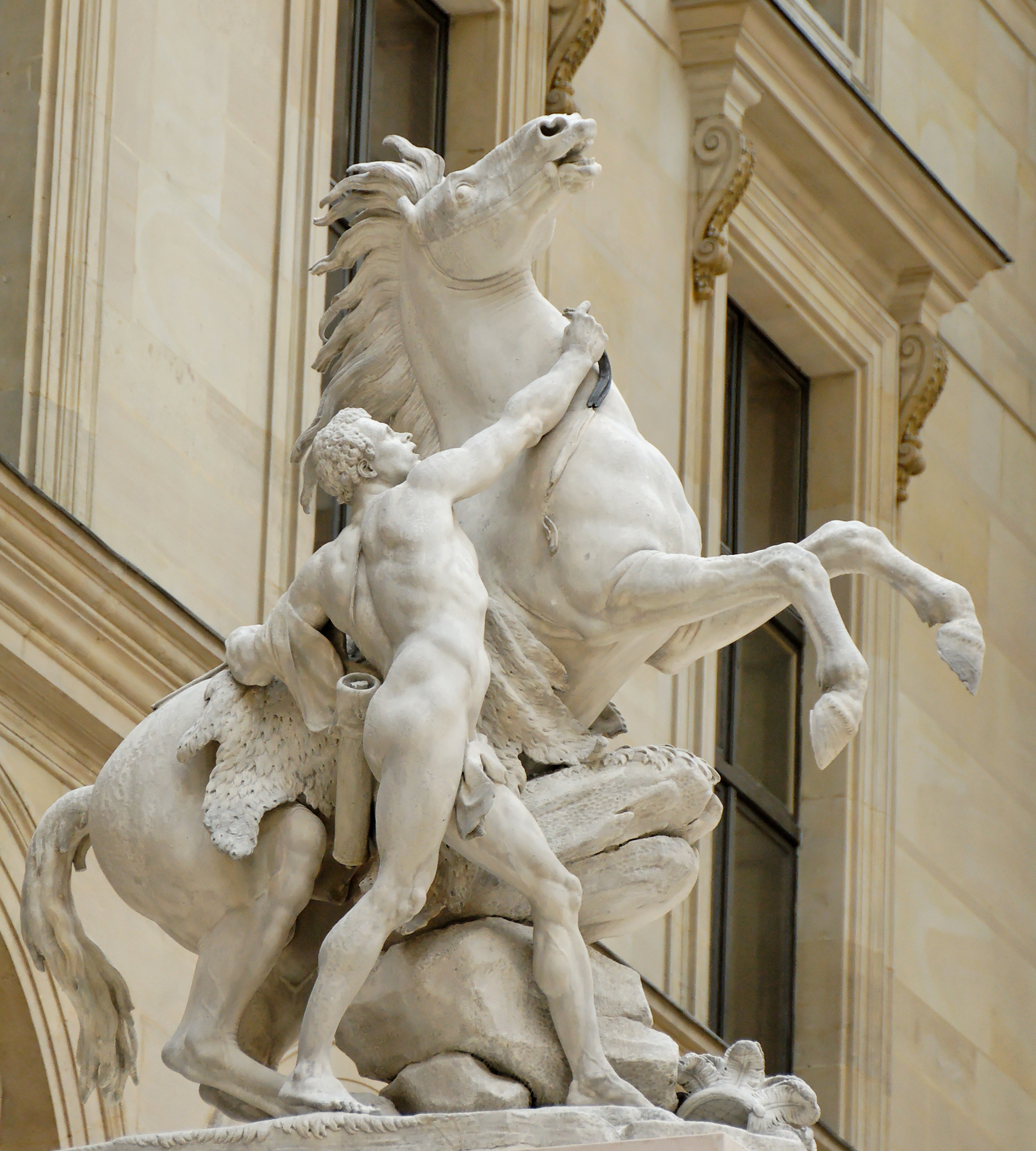
Caballs de Marly. Marbre de Carrara, 1739-1745. París
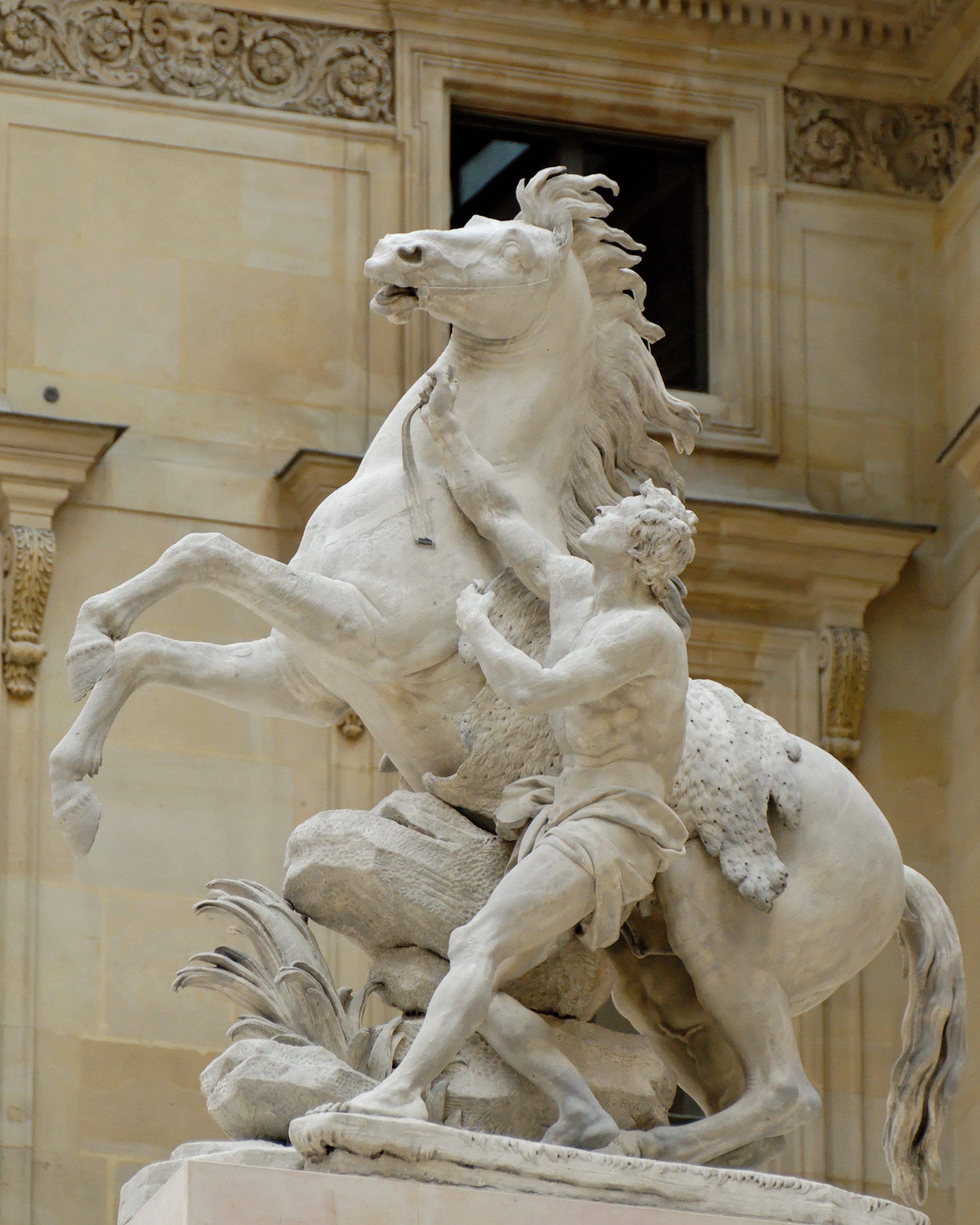
Caballs de Marly. Marbre de Carrara, 1739-1745. París